# NGC 7775
NGC 7775 je galaxie v souhvězdí Pegase. Její zdánlivá jasnost je 13,3m a úhlová velikost 0,9′ × 0,8′. Je vzdálená 310 milionů světelných let, průměr má 80 000 světelných let. Galaxii objevil 6. října 1883 Édouard Stephan.